# Schobersteinhaus
Das Schobersteinhaus ist ein Schutzhaus der Ortsgruppe Steyr der Naturfreunde Österreich am Schoberstein in den Oberösterreichischen Voralpen. Das Haus liegt auf  1260 m ü. A., 20 m unter dem Gipfel des Schobersteins.

## Geschichte
Eine erste Hütte aus Holz wurde 1926 erbaut. 1956 wurde das gemauerte Schutzhaus errichtet. 1986 wurde die Materialseilbahn vom Klausriegler in Betrieb genommen. 1989 wurde die nahe Quelle gefasst und eine Wasserleitung bis zum Haus gebaut. 1991 wurde die Pflanzenkläranlage errichtet. Seit 2002 ist das Schobersteinhaus über eine Forststraße erreichbar. 2019 wurde der Holzbau aus dem Jahr 1926 abgerissen und durch einen modernen Zubau mit Schlafräumen, Sanitäranlagen, einem Trockenraum und einer Panorama-Gaststube ersetzt.

## Galerie

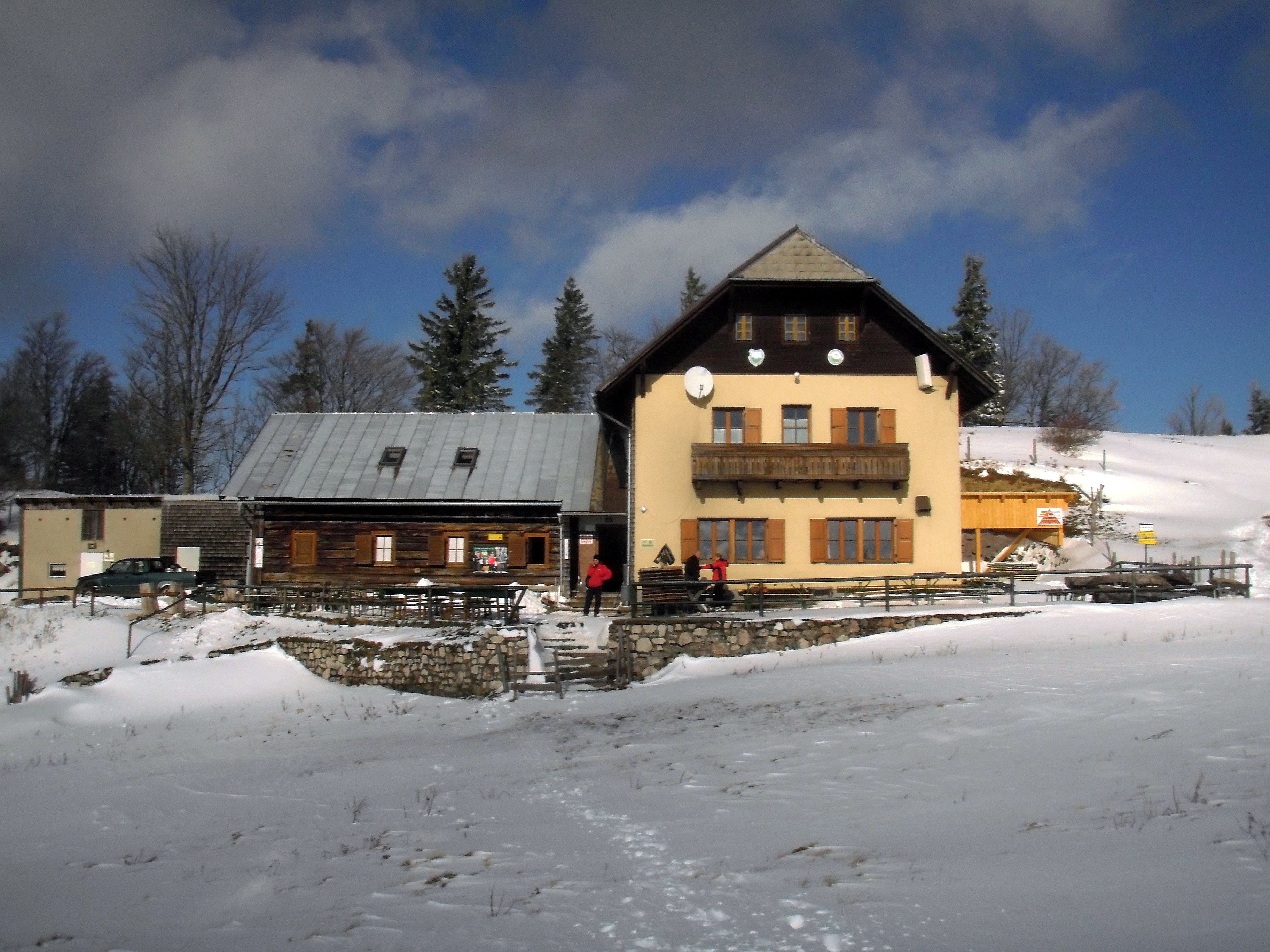
Das Schobersteinhaus 2010
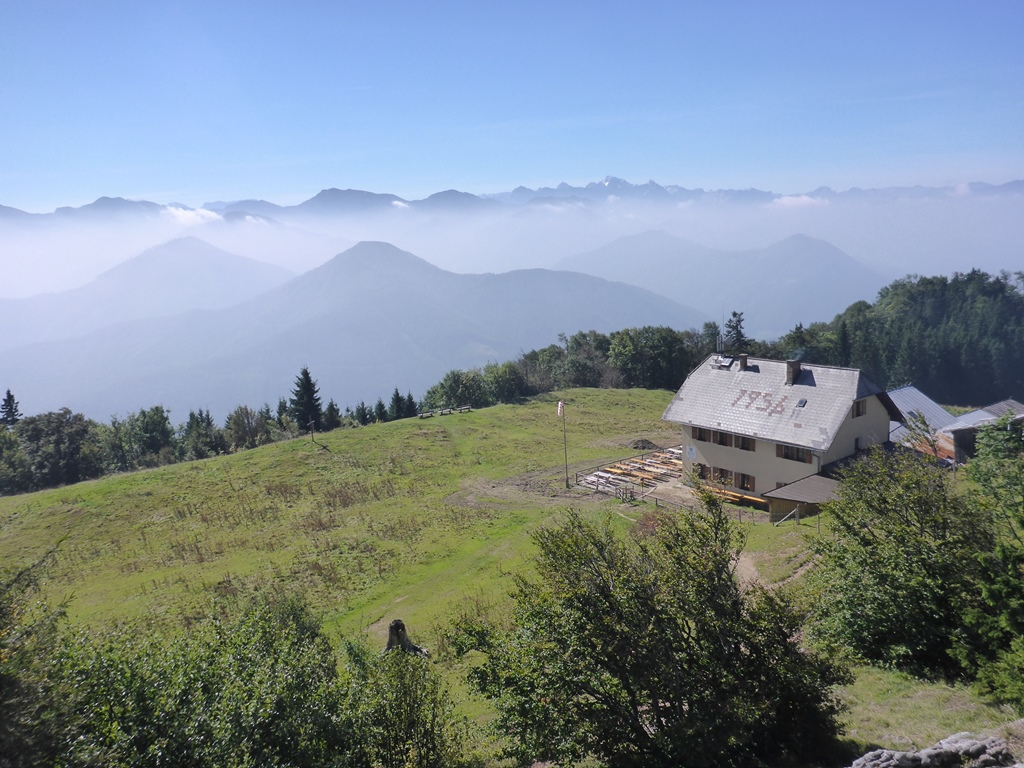
Das Haus vom Gipfel 2013